# Genciana nival
La genciana nival o genciana alpina (Gentiana nivalis) és una espècie del gènere gentiana. Creix fins a una alçada de 3-15 centímetres.Tiges simples o ramificades. Fulles oposades, senceres, ovals o el·líptiques, sense formar a penes rosetes. Flors de color blau intens, solitàries, terminals, de fins a 1,5 cm de llarg; calze amb 5 lòbuls punxeguts i corol·la que sembla tenir només 5 lòbuls, atès que els secundaris són molt petits. Floreix a l'estiu.
És la flor del comtat de Perthshire al Regne Unit. També és una de les flors nacionals de Suïssa. A Noruega, el municipi de Nord-Aurdal té una genciana nival al seu escut d'armes.